# Wapień

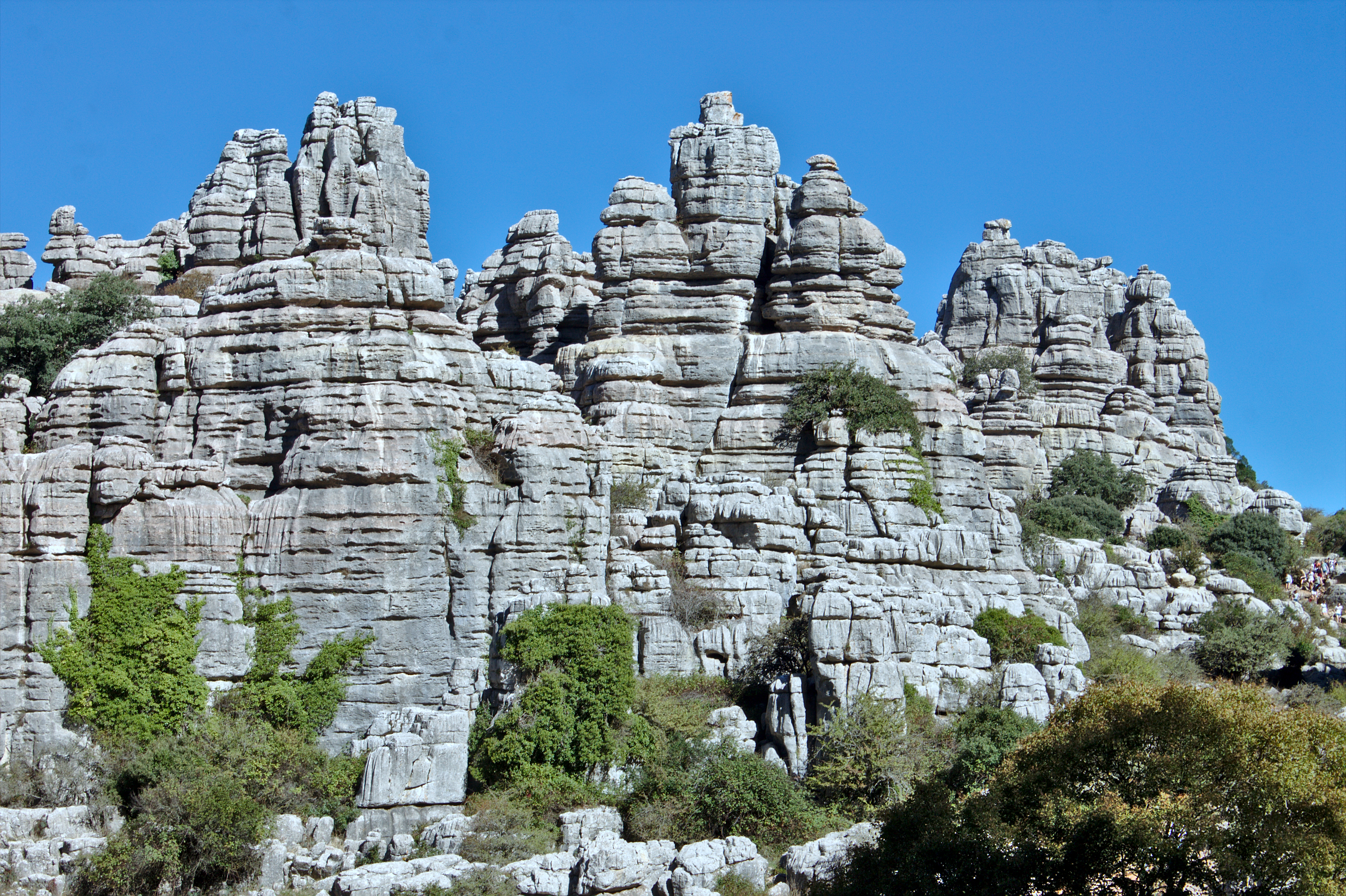
Skały wapienne w Torcal de Antequera

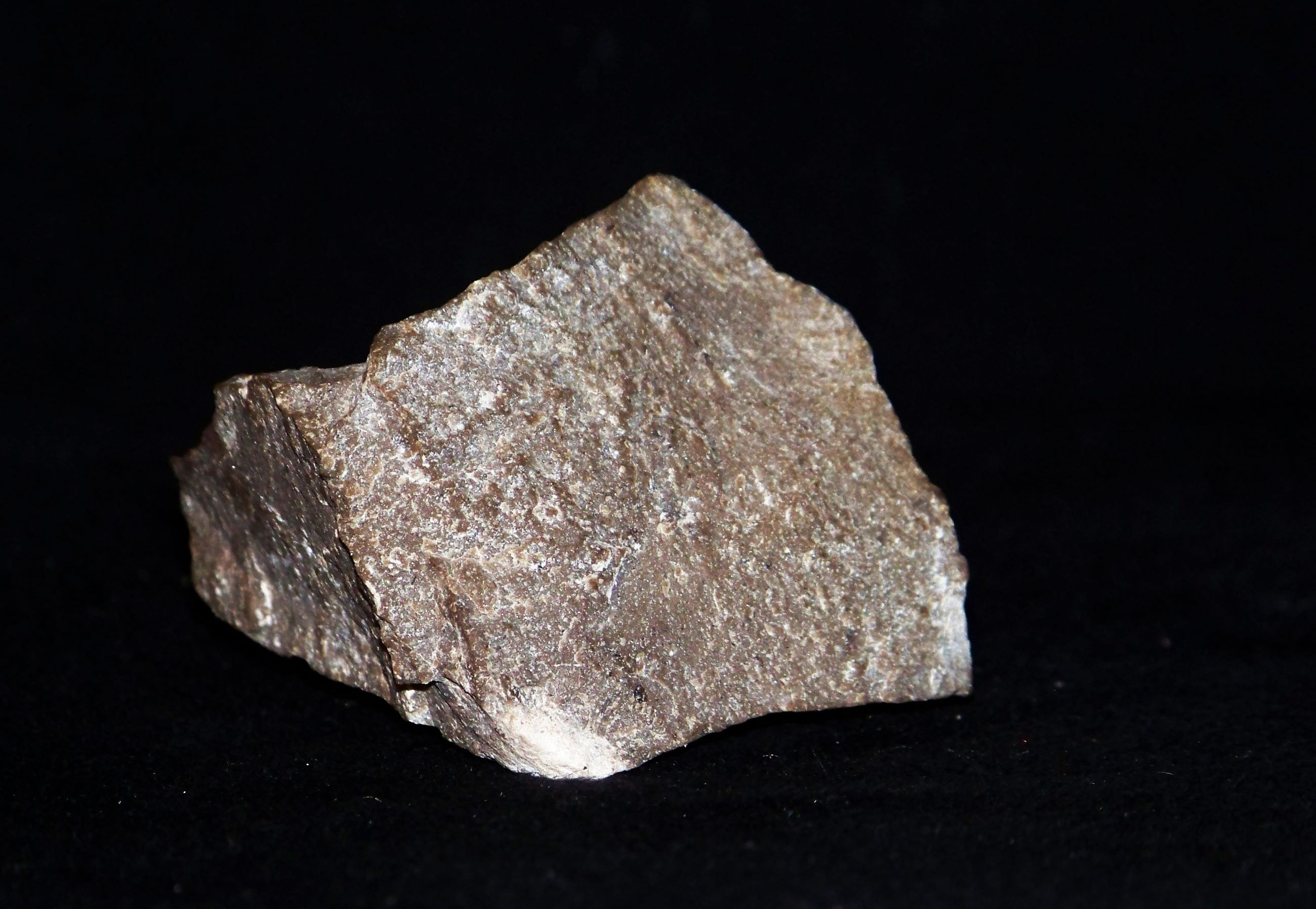
Dewoński (fran) wapień kalkarenitowy, Kowala, Góry Świętokrzyskie

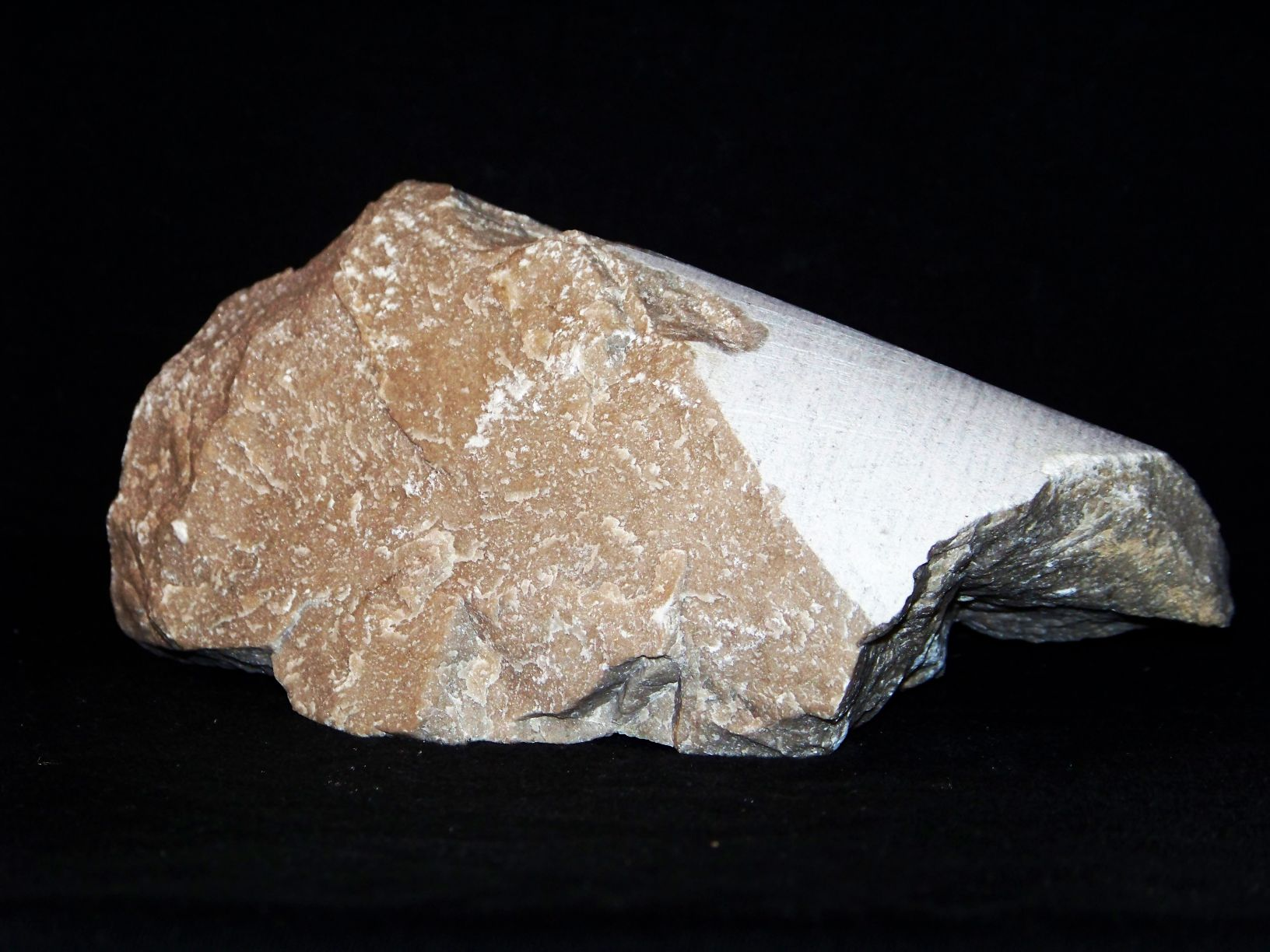
Karboński (wizen) wapień kalkarenitowy, fragment rdzenia wiertniczego, Mrowla, ok. Rzeszowa

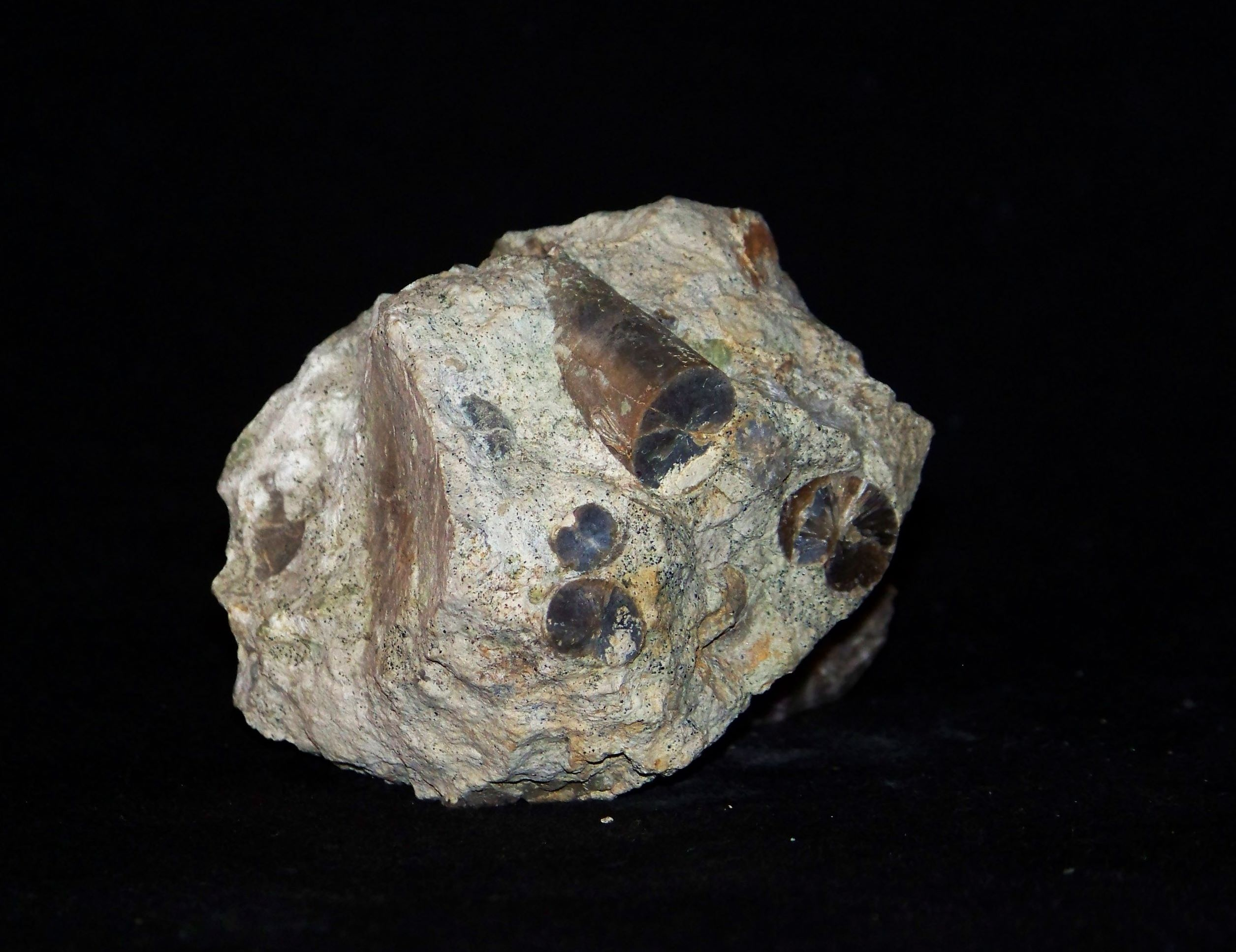
Jurajski (kelowej) wapień, Ogrodzieniec, Jura Krakowsko-Częstochowska

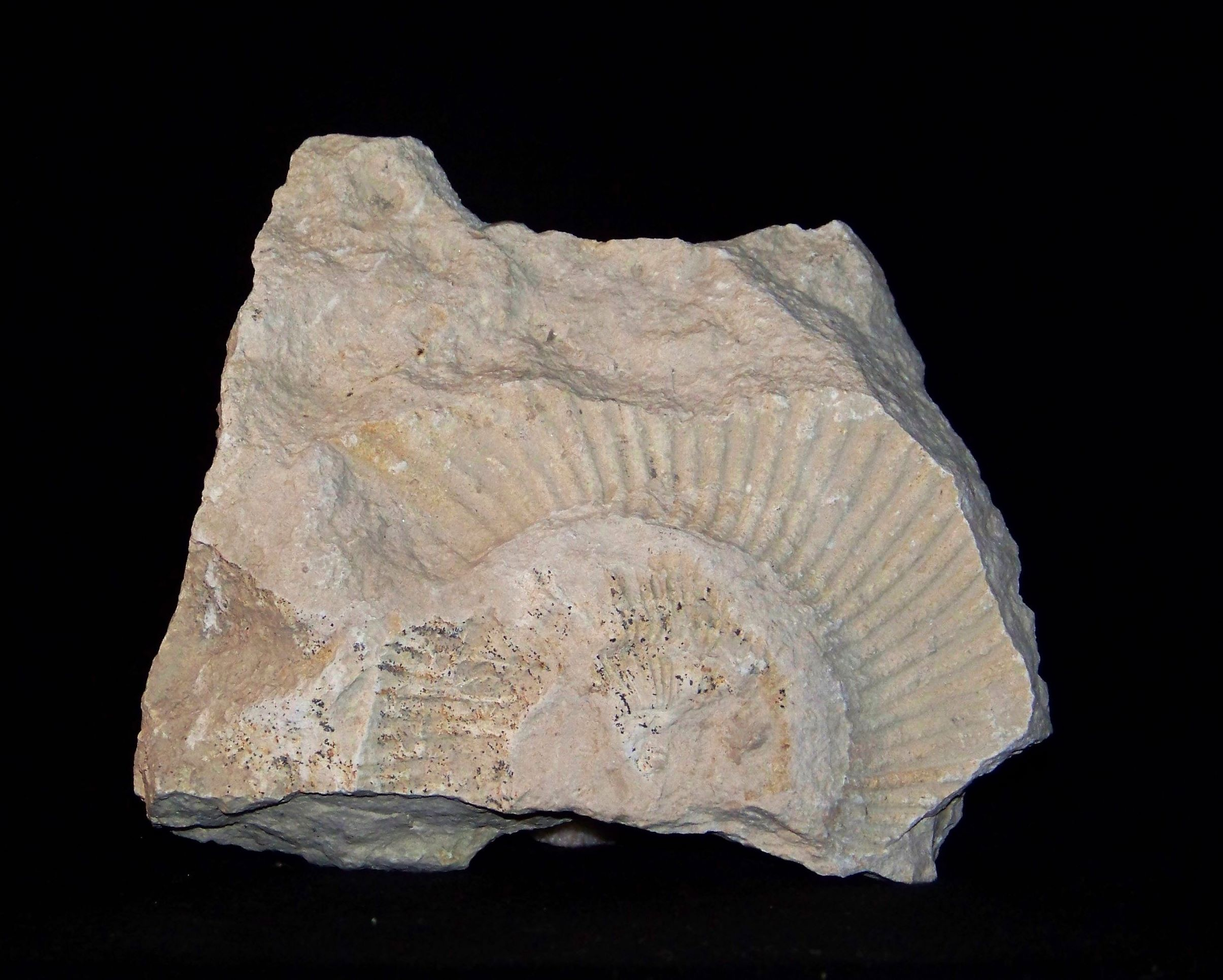
Jurajski (oksford) wapień, Wysoka, Jura Krakowsko-Częstochowska

Wapień – skała osadowa (chemogeniczna lub organogeniczna) zbudowana głównie z węglanu wapnia, przede wszystkim w postaci kalcytu. Występuje w pokładach skorupy ziemskiej, które mogą mieć nawet do 1000 m grubości. Wapień tworzy całe pasma górskie, takie jak Alpy, Tatry czy Pieniny. Jest istotnym materiałem budowlanym, ale nie wszystkie rodzaje wapienia nadają się do budowy.  

## Powstawanie
Powstają z luźnego osadu wapiennego, który w wyniku różnych procesów ulega lityfikacji. Najbardziej istotnym z tych procesów jest proces cementacji. Współcześnie tworzą się m.in. na Bahamach.

## Skład mineralny
Skały wapienne zawierają, oprócz kalcytu i kalcytu magnezowego, także znaczne ilości aragonitu. Z biegiem czasu minerały te ulegają przeobrażeniu w kalcyt o nieznacznej zawartości magnezu. Drobne domieszki mogą tworzyć: dolomit, kwarc, minerały ilaste, łyszczyki, epidot i inne.
Ze względu na specyficzną (zależną od warunków) rozpuszczalność węglanu wapnia, pomimo swojej dość dużej wytrzymałości mechanicznej, wapień łatwo ulega wietrzeniu chemicznemu, prowadząc do powstania zjawisk krasowych:
CaCO
3 + H
2O + CO
2 → Ca2+
 + 2HCO−
3
Wapienie pozbawione domieszek chemicznych są białe, jednak stosunkowo często spotyka się wapienie zabarwione, które reprezentować mogą pełną gamę kolorów (biały, beżowy, jasnoszary, żółty, czerwony, brązowy, ciemnoszary, niebieskoszary, czarny).
Główne składniki wapienia:
- masa podstawowa zbudowana z mikrytu lub sparytu
- składniki ziarniste (elementy szkieletowe organizmów, ooidy, onkoidy, intraklasty, grudki i gruzełki)
- wapienne szczątki organizmów (bioklasty)
- różnego rodzaju spoiwo
- inne domieszki. Ich zawartość może być znikoma (wagowo), lecz mogą mieć zasadnicze znaczenie dla barwy skały (najczęściej na różowo, czerwono lub rdzawo zabarwiają wapień tlenki, wodorotlenek żelaza(III) i inne związki żelaza, np. goethyt).

## Występowanie

### Występowanie w Polsce
W Polsce najważniejszymi miejscami wydobycia wapienia budowlanego były Dębniki w Krakowie, Mikołajów (okręg lwowski na Ukrainie), Złoczów (okręg lwowski na Ukrainie), Niżniów (na Ukrainie) i  Pińczów w województwie świętokrzyskim oraz inne liczne kamieniołomy w dawnych województwach sandomierskim, kaliskim, radomskim i kieleckim.

## Klasyfikacja
Istnieje wiele klasyfikacji wapieni opartych na różnych kryteriach. Jedną z popularniejszych, stosowanych zarówno w Polsce, jak i na świecie, jest klasyfikacja oparta na pracach amerykańskiego petrografa R. Folka. Wyróżnia ona następujące rodzaje wapieni:
- mikryty – wapienie utworzone wyłącznie z mikrytowej masy podstawowej.
- dismikryty – wapienie zawierające w obrębie masy podstawowej skupienia sparytu, które powstały w przestrzeniach utworzonych na skutek działalności organizmów żerujących w osadzie lub innych deformacji niezlityfikowanego osadu; bardzo rzadkie.
- biomikryty i biosparyty – wapienie złożone z elementów szkieletu organizmów żywych (np. muszle, szkielety) spojonych odpowiednio mikrytem bądź sparytem.
- oomikryty i oosparyty – wapienie złożone z ooidów spojonych odpowiednio mikrytem bądź sparytem.
- pelmikryty i pelsparyty – wapienie złożone z drobnych agregatów mikrytowych (peloidów), niezależnie od ich genezy.
- intramikryty i intrasparyty – wapienie złożone z intraklastów spojonych odpowiednio mikrytem bądź sparytem.
- biolity – wapienie utworzone ze szczątków organizmów żywych zachowanych w pozycji przeżyciowej.

Inna klasyfikacja, oparta na wielkości składników ziarnistych, dzieli wapienie następująco:
- kalcyrudyty – przeciętna wielkość składników wynosi powyżej 2 mm
- kalkarenity – przeciętna wielkość składników wynosi 2-0,1 mm
- kalcylutyty – przeciętna wielkość składników wynosi poniżej 0,1 mm

Stosując powyższą klasyfikację, w nazwach skał słowo wapień zastępuje się odpowiednim terminem, np. sparytowy kalcyrudyt organodetrytyczny, a nie sparytowy kalcyrudytowy wapień organodetrytyczny.
W praktyce różne nazwy rodzajom wapieni nadaje się często zwyczajowo, według wyglądu, składu, wieku lub miejsca pochodzenia, np. wapień krystaliczny, wapień pelitowy, wapień krynoidowy, wapień koralowy (wapień rafowy), wapień numulitowy, wapień litotamniowy, wapień diploporowy, wapień oolitowy, wapień podstawowy, wapień cechsztyński, wapień dębnicki.

## Zastosowania
Ze względu na łatwość obróbki, polerowalność i ciekawy wygląd wapień jest stosowany powszechnie m.in. jako materiał budowlany i okładzinowy, mimo że ulega łatwo wietrzeniu fizycznemu. W polskim klimacie nadaje się głównie do okładzin wewnątrz budynków. Jest też dobrym materiałem rzeźbiarskim. Wapień o delikatnej, drobnoziarnistej strukturze, odporny na czynniki atmosferyczne, stosowany jest w budownictwie do wykańczania fasad, tworzenia nagrobków czy rzeźb. Taki kamień musi być łatwy do obróbki dłutem, ale jednocześnie powinien wykazywać dużą wytrzymałość na zgniecenie. Przykładem jest wapień z Mikołajowa, powszechnie używany we Lwowie, lub wapień pińczowski w dawnym województwie kieleckim. Twardsze wapienie, które nie nadają się do obróbki dłutem, mogą być stosowane jako kamień łamany do fundamentów i murów oporowych.
Jest używany głównie w budownictwie, przemyśle wapienniczym, cementowym, chemicznym, cukrowniczym, w hutniczym (jako topnik, do wyrobu szkła), w rolnictwie (jako nawóz) oraz w energetyce jako sorbent w procesie odsiarczania spalin. Największe zastosowanie wapienia w budownictwie polega na produkcji wapna palonego, do czego wykorzystuje się rodzaje wapienia bogate w węglan wapnia, wolne od szkodliwych domieszek.

### Zastosowanie wapieni w budownictwie

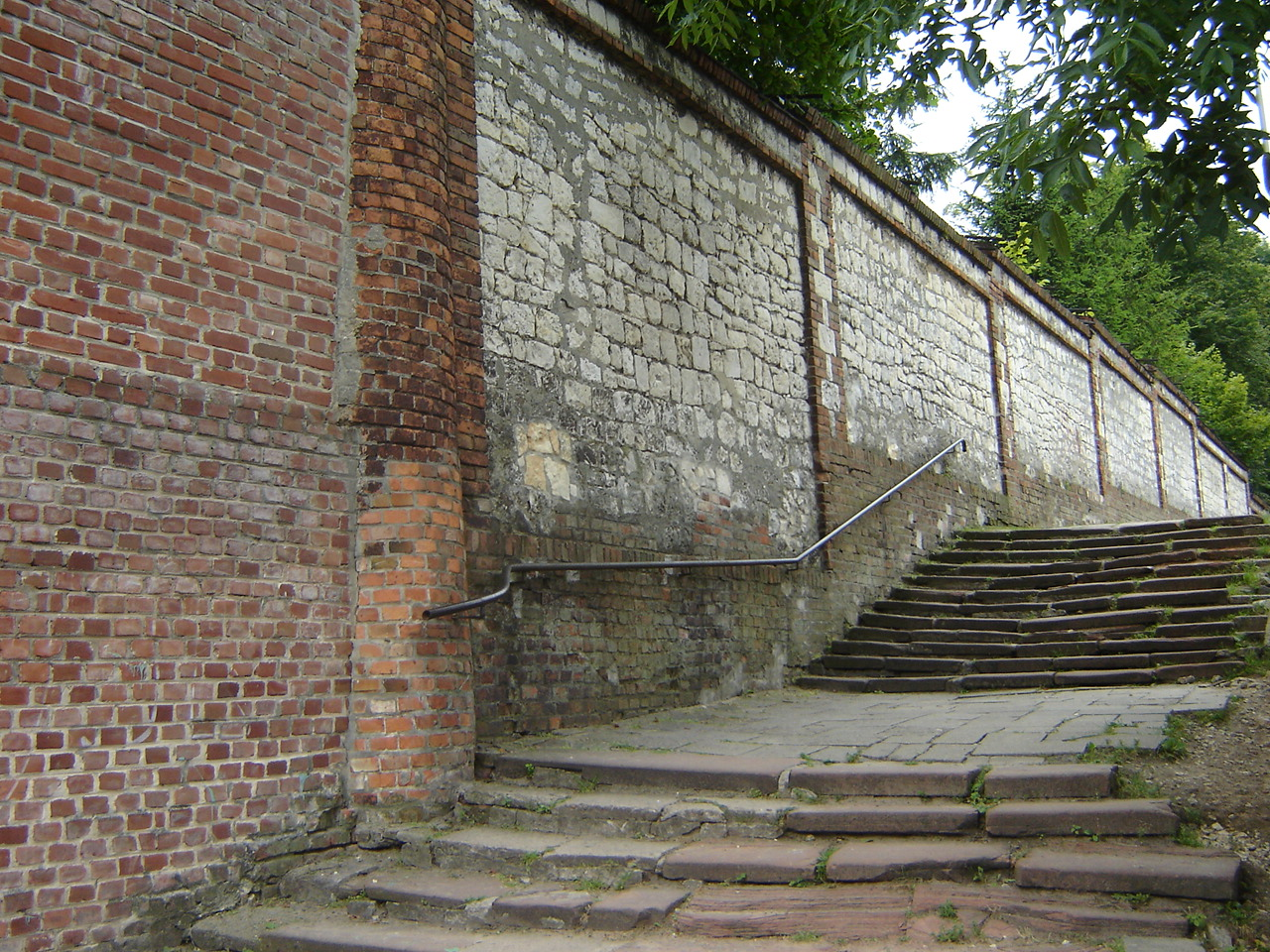
Przykład zastosowania: mury Jasnej Góry

Wapień może być stosowany w budownictwie na kilka sposobów:
- jako materiał budulcowy (materiał budowlany konstrukcyjny lub ewentualnie izolacyjny), analogicznie do innych twardych skał. Zastosowanie takie było szczególnie stosowane w przeszłości do wznoszenia budowli kamiennych w rejonach występowania wapieni, niemniej znajduje zastosowanie również obecnie.
- jako spoiwo budowlane. Możliwość takiego zastosowania wynika z dość łatwego sposobu wywołania odwracalnej reakcji chemicznej, którą przedstawia poniższy schemat:

CaCO
3 (wapień) → CaO (wapno palone) → Ca(OH)
2 (wapno gaszone) → CaCO
3 (spoiwo)
Rozkład wapienia do wapna palonego przebiega pod wpływem wysokiej temperatury, proces prowadzi się w tzw. wapiennikach.

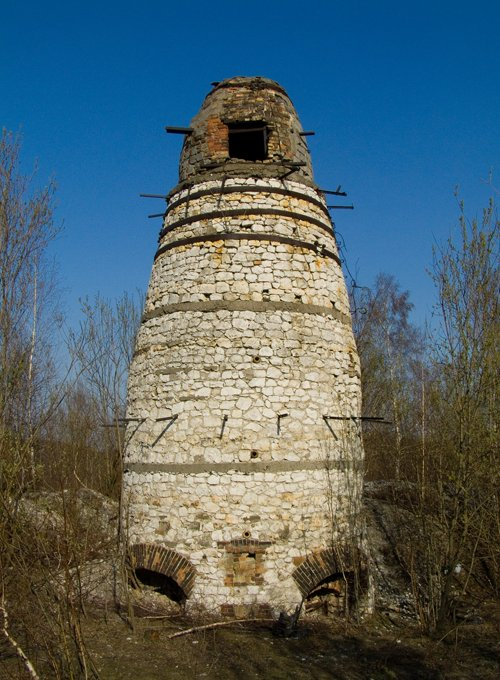
Stary wapiennik niedaleko Tyńca

- jako składnik innych materiałów (np. cementów) lub wypełniacz.

Wykorzystanie w budownictwie jest widoczne szczególnie na Wyżynie Krakowsko-Częstochowskiej, gdzie skały tej używano szczególnie często do budowy zarówno zamków (np. Ogrodzieniec), jak i zwykłych domów mieszkalnych. Wiele zabytków architektury lub ich fragmentów, np. Brama Floriańska i Maszkarony w Sukiennicach w Krakowie, a także zamki na szlaku Orlich Gniazd, zostało zbudowanych z wapieni.

Wapienie pińczowskie, występujące w okolicach Pińczowa, wykorzystuje się również jako materiał rzeźbiarski.

W kamieniarstwie niektóre odmiany wapieni błędnie przyjęło się nazywać marmurem.

## Występowanie w Polsce

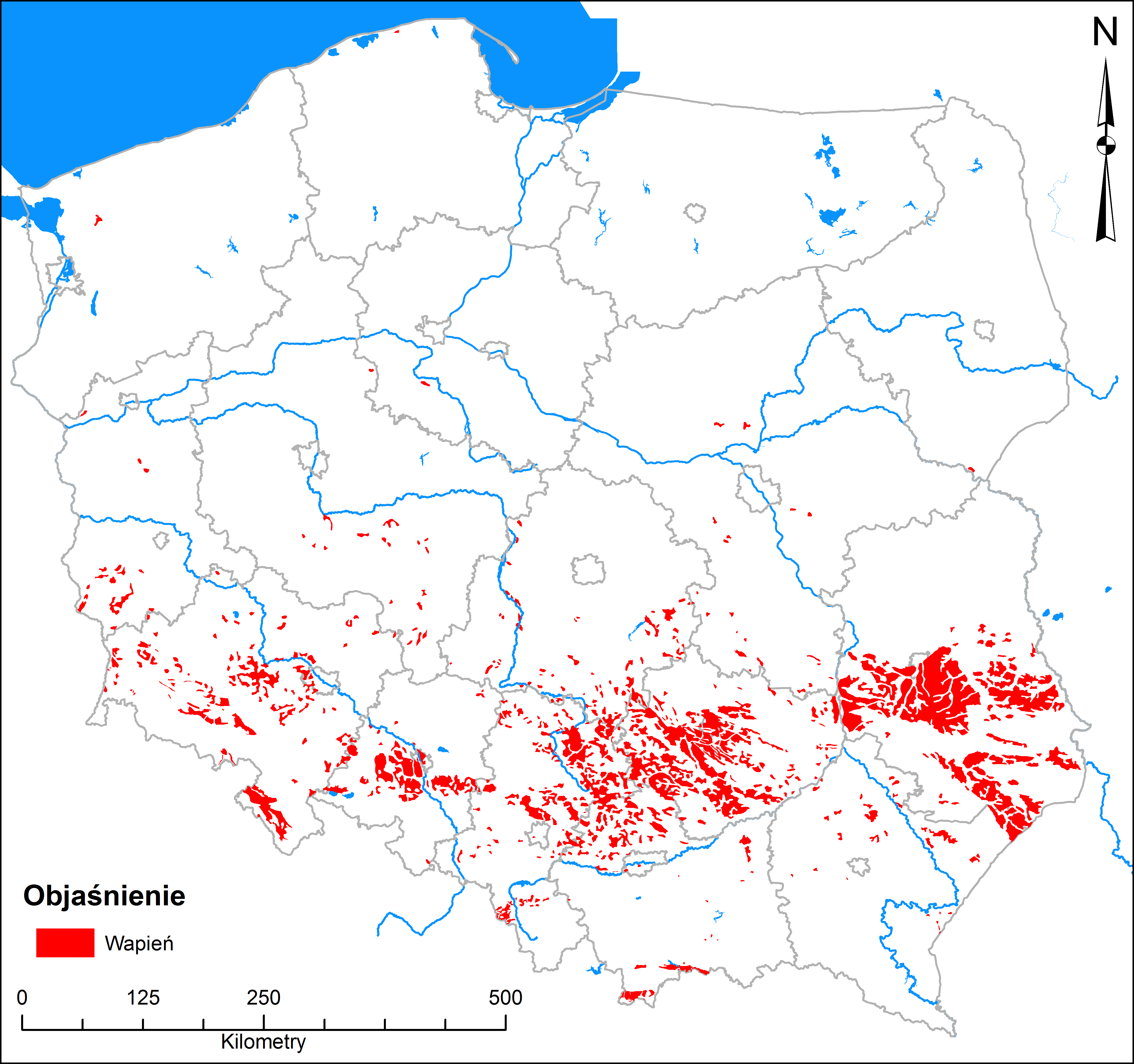
Złoża wapienia w Polsce

W Polsce powierzchniowo odsłaniają się głównie w Górach Świętokrzyskich, Jurze Krakowsko-Częstochowskiej, Pagórach Chełmskich, na Lubelszczyźnie i Roztoczu, a także w Tatrach, Pieninach i w wielu miejscach lokalnie w Sudetach, a także jako porwaki tektoniczne lub porwaki lodowcowe lokalnie w innych miejscach w Beskidach (np. Kruhel Wielki k. Przemyśla, Skałki Andrychowskie, Bachowice k. Andrychowa), na Pałukach (np. Piechcin–Wapienno–Bielawy k. Żnina) i centralnej Polsce (np. Rożniatów) oraz na Pomorzu Zachodnim (np. Łukęcin k. Kamienia Pomorskiego, Jezioro Turkusowe – Wolin, Jezioro Szmaragdowe – Szczecin).